# 古沢町 (名古屋市)
古沢町（ふるさわちょう）は、名古屋市中区の地名。

## 歴史

### 沿革
- 1889年（明治22年） - 愛知郡東熱田村・東古渡村が合併し、同郡古渡村が成立する[1]。同時に大字東熱田・大字東古渡が成立する[1]。
- 1898年（明治31年） - 名古屋市東古渡町および熱田町東熱田に編入され消滅[1]。
- 1913年（大正2年）10月1日 - 中区東古渡・伊勢山町の各一部により、同区古沢町として成立する[2]。東古渡町の一部を編入したとする資料もある[1]。
- 1974年（昭和49年）5月11日 - 一部が大井町に編入される[3]。
- 1977年（昭和52年）5月8日 - 伊勢山一丁目・伊勢山二丁目・平和一丁目・金山一丁目・金山二丁目・金山四丁目にそれぞれ編入され消滅[2]。